# Nelson Piquet
Nelson Piquet Souto Maior (Río de Janeiro, Brasil; 17 de agosto de 1952), más conocido como Nelson Piquet, es un expiloto de automovilismo brasileño. Obtuvo tres campeonatos de Fórmula 1, en 1981, 1983 y 1987; también fue subcampeón en 1980 y tercero en 1986 y 1990. El piloto logró 23 victorias, 60 podios y 24 pole positions en dicho certamen, habiendo competido para los equipos Brabham, Williams, Lotus y Benetton. En el año 1983 se convertiría en el primer piloto de Fórmula 1 en proclamarse campeón al comando de un monoplaza equipado con un impulsor turboalimentado, siendo este un Brabham-BMW.
Entre sus negocios que realizó luego de retirarse como piloto, Piquet fundó el equipo de automovilismo Piquet Racing, que disputó la Fórmula 3000 Internacional en 1992. Luego creó Piquet Sports para apoyar la carrera deportiva de su hijo Nelson Jr., participando entre 2000 y 2009 en la Fórmula 3 Sudamericana, Fórmula 3 Británica y más tarde GP2 Series. Otro de sus hijos, Pedro Piquet, también es piloto.
Dos autódromos brasileños llevaron el nombre Nelson Piquet: Jacarepaguá (donde ganó dos ediciones del Gran Premio de Brasil) y Brasilia.

## Carrera deportiva
Nació en Río de Janeiro, hijo de un ministro del gobierno brasileño. Para ocultar su identidad, en los inicios de su carrera utilizó como apellido "Piket", una versión mal escrita del apellido de soltera de su madre.[cita requerida]
Piquet fue un joven prodigio en la Fórmula 3 Británica, obteniendo el título en 1978 además de romper el récord del número de victorias por temporada que anteriormente le pertenecía a Jackie Stewart. Ese mismo año, debutó con 25 años en la Fórmula 1 con el equipo Ensign en Alemania en donde no pudo terminar. En las siguientes carreras compitió con el equipo BS fabrications que corrían con el McLaren M23 y para la última carrera de aquella temporada fue fichado por el equipo Brabham, finalizó dos de las cinco carreras en el noveno y decimoprimer lugar. Quedó confirmado como segundo piloto para 1979, como compañero de equipo de Niki Lauda. Puntuó solamente en Holanda al terminar cuarto, a la vez que tuvo seis abandonos por fallos mecánicos y cinco por choques. Quedó 15.º en el campeonato, y una actuación similar de Lauda con el poco competitivo Brabham BT48 motivó el retiro del austríaco y la promoción del brasileño como primer piloto.[cita requerida]
En 1980, el Brabham BT49 diseñado por Gordon Murray demostró ser claramente superior. Junto a un motor Cosworth más fiable que el anterior Alfa Romeo, Piquet logró tres victorias, seis podios y diez llegadas en la zona de puntos, que le fueron suficientes para resultar subcampeón por detrás de Alan Jones. El brasileño obtuvo tres triunfos y siete podios en 1981, de modo que superó por un punto a Carlos Reutemann y se coronó campeón mundial de Fórmula 1.[cita requerida]
La polémica por los tanques de agua de los Brabham complicó la temporada 1982 de Piquet. Puntuó en solamente cuatro carreras, destacándose una victoria y un segundo puesto, pero los motores BMW turboalimentados fallaron repetidamente y se volvieron a utilizar los Cosworth atmosféricos, menos potentes. Así, el brasileño quedó 11.º en el clasificador final.[cita requerida]

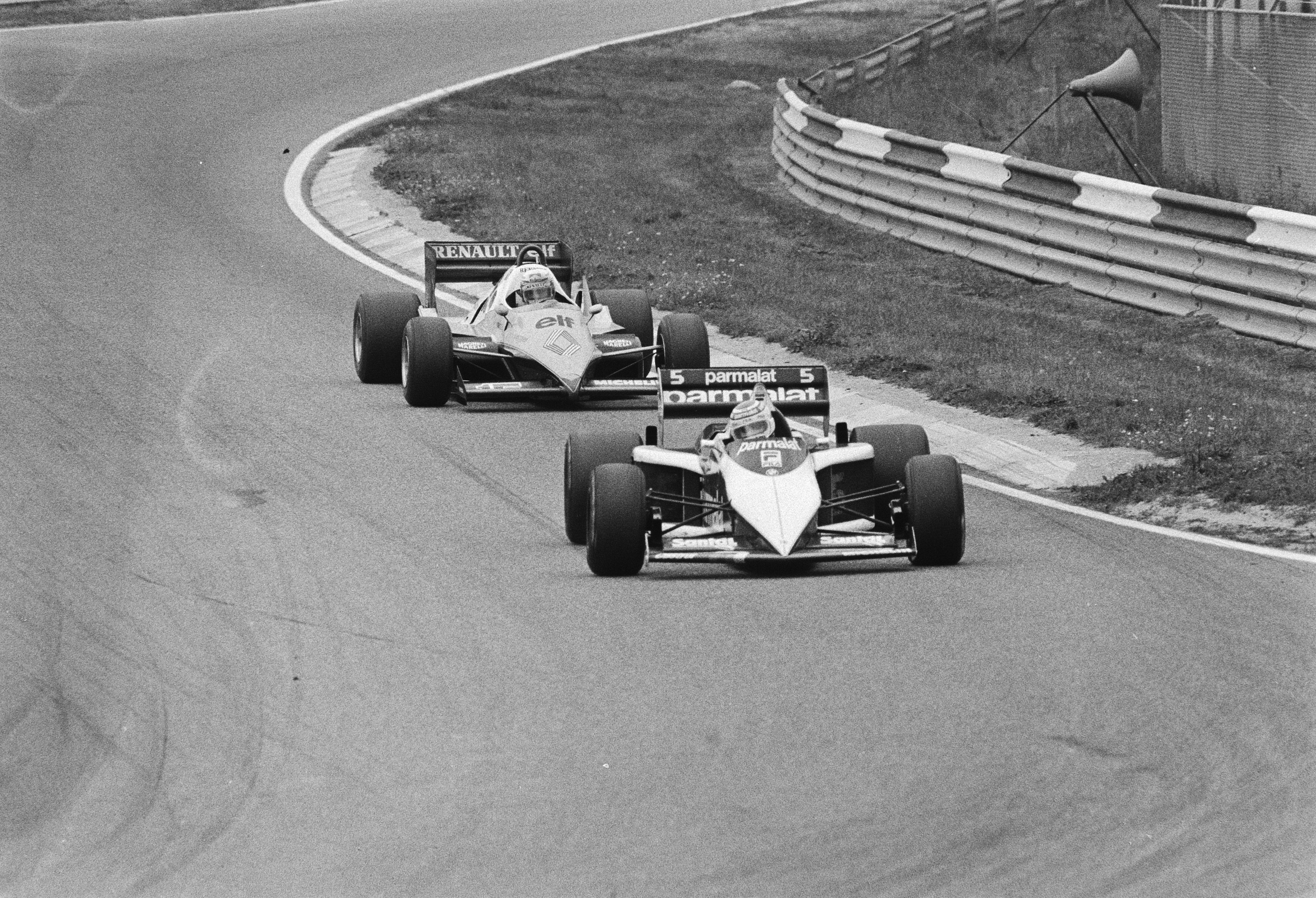
Piquet delante del Renault de Prost en 1983.

Piquet se enfrentó al Renault de Alain Prost y el Ferrari de René Arnoux en la temporada 1983, los tres disponiendo de motores turboalimentados desde la primera prueba. Cosechó tres victorias y ocho podios, superó por dos puntos a Prost y consiguió su segundo campeonato. Fue el primer campeonato de pilotos de Fórmula 1 ganado con un motor turbo.[cita requerida]
Continuando como piloto de Brabham en 1984, los cuatro abandonos por rotura del motor BMW en el comienzo de la temporada eliminaron a Piquet de la contienda por el título. Luego alternó dos victorias y otros dos podios con nuevos abandonos, lo cual le permitió remontar hasta la quinta posición final.[cita requerida]
En 1985, el piloto padeció de unos neumáticos Pirelli inferiores a los Goodyear de los demás equipos de punta, por lo que puntuó en apenas cinco carreras. Sus mejores actuaciones las realizó en los circuitos más veloces del calendario, mejor adecuados a su automóvil, destacándose una victoria en Paul Ricard y un segundo puesto en Monza. Con ello, el brasileño resultó octavo en el campeonato y cerró su etapa en Brabham.[cita requerida]

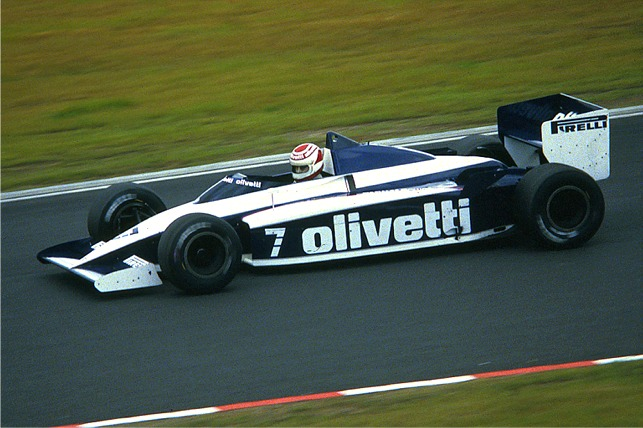
Piquet sobre su Brabham-BMW en 1985.

Piquet pasó en 1986 al equipo Williams, cuyo FW11 diseñado por Patrick Head y Frank Dernie y cuyos motores Honda se mostraron a la par del McLaren de Prost. marcó el inicio del que sería uno de los más grandes duelos de la categoría, frente a Nigel Mansell. El hecho de tener dos pilotos talentosos con semejantes egos en el mismo equipo era un presagio de futuros conflictos, y así fue. Ese año Piquet y Mansell llegaron con posibilidades de título a la última carrera del año, pero su rivalidad hizo que se quitaran entre sí la posibilidad de ganar puntos, lo cual permitió que Alain Prost se alzara con el título. Piquet quedó relegado al tercer puesto final, pese a sus cuatro victorias y diez podios.

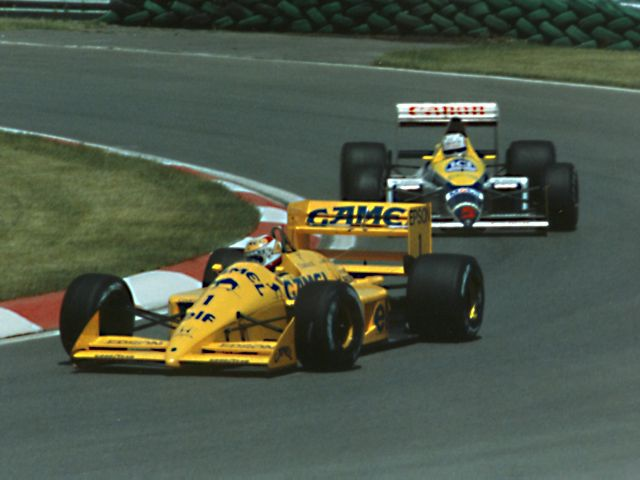
Piquet (Lotus) delante de Mansell (Williams) en Canadá 1988.

Nelson se recuperó en 1987, cuando acumuló tres triunfos y siete segundos puestos que le permitieron consagrarse campeón, a pesar de las seis victorias de Mansell. No obstante, su deseo de ser número 1 indiscutiblemente en el equipo lo llevó a cambiarse a Lotus para 1988.[cita requerida]
El cambio de equipo marcó un vuelco en la carrera de Piquet, quien comenzó a perder su reputación al no obtener victorias en 1988 ni 1989. En su primer año, logró tres podios y puntuó en siete carreras, finalizando sexto en el campeonato. El segundo año fue aún peor, entre otros motivos por los motores Judd clientes poco potentes, cuando incluso no clasificó en una carrera. Piquet puntuó en cinco fechas de 16 sin ningún podio, y quedó octavo en el campeonato.[cita requerida]
Un acuerdo con el equipo Benetton basado en pago por resultados le permitió volver a los primeros planos. Contando con un motor Ford oficial en 1990, logró dos victorias y otros dos podios, y quedó fuera de los puntos en solamente cuatro carreras. Así, quedó tercero en el campeonato, empatado con Gerhard Berger por 43 puntos si bien Piquet había marcado 44 puntos, uno fue descontado por la regla de "los mejores 11 resultados". Al haber ganado dos carreras y Berger ninguna, Piquet quedó tercero por detrás del McLaren de Ayrton Senna y del Ferrari de Alain Prost.[cita requerida]
En 1991, Piquet obtuvo su último triunfo en Fórmula 1 en Montreal, donde superó a Nigel Mansell, su rival de antaño, en la última vuelta de la carrera debido a una falla en el coche del piloto británico. El brasileño finalizó sexto en el campeonato, con un total de tres podios y ocho arribos a zona de puntos.[cita requerida]
A su retiro de la Fórmula 1, Piquet fue a correr a Estados Unidos en las 500 Millas de Indianápolis de la serie CART para el equipo Menard. En 1992 sufrió un choque en las prácticas, que le causaron lesiones en los pies que le requirieron un año de rehabilitación. El piloto retornó a Indianápolis en 1993, donde clasificó 13.º y abandonó tras 38 vueltas por rotura de motor.[cita requerida]
Aparte de su actividad en monoplazas, Piquet compitió en automóviles deportivos para la marca BMW. En 1981 venció en los 1000 km de Nürburgring junto a Hans-Joachim Stuck en un BMW M1. En 1996 y 1997 disputó las 24 Horas de Le Mans como piloto oficial de BMW en un McLaren F1, finalizando octavo y abandonando respectivamente. También en 1996, venció en las dos carrera brasileñas de la BPR Global GT Series también con un McLaren F1-BMW.[cita requerida]

## Vida personal
Piquet contrajo matrimonio por primera vez en 1976, con la brasileña Maria Clara, con la cual tuvieron un hijo en el año que duró su matrimonio. Luego se casó con la neerlandesa Sylvia Tamsma (exnovia de Elio De Angelis) y tuvo tres hijos, Nelson, Julia y Kelly. También tuvo a Laszlo con su novia Katherine Valentin. Está casado con la brasileña Vivianne de Souza Leão y tienen dos hijos, Pedro y Marco. Tanto Nelson como Pedro son pilotos de automovilismo: Nelson llegó a correr en Fórmula 1 con Renault y fue campeón de Fórmula E, y Pedro corre en el Stock Car Pro Series.
Su hija Kelly es pareja del neerlandés Max Verstappen, también piloto y cuatro veces campeón mundial de Fórmula 1.

### Polémicas
Piquet es también conocido por su personalidad y figura polémica dentro y fuera de las pistas. Tras haber abandonado en el Gran Premio de Alemania de 1982, Piquet golpeó al piloto chileno Eliseo Salazar, quien fue sorprendido por los puñetazos y patadas del carioca.
En 1988, en una entrevista para una revista, se refirió al británico Nigel Mansell como «tonto sin educación», y a su esposa como «fea», y trató de «viejo senil» al fundador de Ferrari Enzo Ferrari, diciendo también que el equipo italiano haría grandes resultados su fundador fuera joven. También acusó públicamente a su compatriota Ayrton Senna de ser homosexual, y que mantenía relaciones sexuales con los mecánicos de su equipo, además de catalogarlo como "taxista de São Paulo", solo para desprestigiar a Senna, que cada vez ganaba más popularidad entre los brasileños y en todo el mundo. Tiempo después, tuvo que retractarse de lo dicho frente a un tribunal el cual Senna lo emplazó. Mansell quedó particularmente indignado por los ataques personales hacia su familia, que creía que estaban «fuera de lugar». Piquet continuó refiriéndose públicamente a Senna como «gay» hasta 2020.
En 2022 la prensa británica viralizó una entrevista de un medio brasileño en la que Piquet se refería en términos racistas a Lewis Hamilton como «neguinho» («negrito» en portugués) durante un debate por el incidente que protagonizó el británico con Max Verstappen en el Gran Premio de Gran Bretaña de 2021. En un comunicado sobre sus palabras, la Federación Internacional del Automóvil (FIA) dijo: «La FIA condena enérgicamente cualquier lenguaje y comportamiento racista o discriminatorio, que no tiene cabida en el deporte o en la sociedad en general».

## Resultados

### Fórmula 1
(Clave) (negrita indica pole position) (cursiva indica vuelta rápida)

| Año     | Escudería                     | 1       | 2       | 3       | 4       | 5       | 6       | 7       | 8       | 9       | 10      | 11      | 12      | 13      | 14      | 15      | 16      | Pos. | Puntos  |
| ------- | ----------------------------- | ------- | ------- | ------- | ------- | ------- | ------- | ------- | ------- | ------- | ------- | ------- | ------- | ------- | ------- | ------- | ------- | ---- | ------- |
| 1978    | Team Tissot Ensign            | ARG     | BRA     | RSA     | USW     | MON     | BEL     | ESP     | SWE     | FRA     | GBR     | GER Ret |         |         |         |         |         | NC   | 0       |
| 1978    | BS Fabrications               |         |         |         |         |         |         |         |         |         |         |         | AUT Ret | NED Ret | ITA 9   | EUA     |         | NC   | 0       |
| 1978    | Parmalat Racing Team          |         |         |         |         |         |         |         |         |         |         |         |         |         |         |         | CAN 11  | NC   | 0       |
| 1979    | Parmalat Racing Team          | ARG Ret | BRA Ret | RSA 7   | USW 8   | ESP Ret | BEL Ret | MON Ret | FRA Ret | GBR Ret | GER 12  | AUT Ret | NED 4   | ITA Ret | CAN Ret | EUA Ret |         | 15.º | 3       |
| 1980    | Parmalat Racing Team          | ARG 2   | BRA Ret | RSA 4   | USW 1   | BEL Ret | MON 3   | FRA 4   | GBR 2   | GER 4   | AUT 5   | NED 1   | ITA 1   | CAN Ret | EUA Ret |         |         | 2.º  | 54      |
| 1981    | Parmalat Racing Team          | USW 3   | BRA 12  | ARG 1   | SMR 1   | BEL Ret | MON Ret | ESP Ret | FRA 3   | GBR Ret | GER 1   | AUT 3   | NED 2   | ITA 6   | CAN 5   | LVG 5   |         | 1.º  | 50      |
| 1982    | Parmalat Racing Team          | RSA Ret | BRA DSQ | USW Ret | SMR     | BEL 5   | MON Ret | USE DNQ | CAN 1   | NED 2   | GBR Ret | FRA Ret | GER Ret | AUT Ret | SUI 4   | ITA Ret | LVG Ret | 11.º | 20      |
| 1983    | Fila Sport                    | BRA 1   | USW Ret | FRA 2   | SMR Ret | MON 2   | BEL 4   | EUA 4   | CAN Ret | GBR 2   | GER 13  | AUT 3   | NED Ret | ITA 1   | EUR 1   | RSA 3   |         | 1.º  | 59      |
| 1984    | MRD International             | BRA Ret | RSA Ret | BEL 9   | SMR Ret | FRA Ret | MON Ret | CAN 1   | EUA 1   | EUA Ret | GBR 7   | GER Ret | AUT 2   | NED Ret | ITA Ret | EUR 3   | POR 6   | 5.º  | 29      |
| 1985    | Motor Racing Developments Ltd | BRA Ret | POR Ret | SMR 8   | MON Ret | CAN Ret | EUA 6   | FRA 1   | GBR 4   | GER Ret | AUT Ret | NED 8   | ITA 2   | BEL 5   | EUR Ret | RSA Ret | AUS Ret | 8.º  | 21      |
| 1986    | Canon Williams Team           | BRA 1   | ESP Ret | SMR 2   | MON 7   | BEL Ret | CAN 3   | EUA Ret | FRA 3   | GBR 2   | GER 1   | HUN 1   | AUT Ret | ITA 1   | POR 3   | MEX 4   | AUS 2   | 3.º  | 69      |
| 1987    | Canon Williams Team           | BRA 2   | SMR DNS | BEL Ret | MON 2   | EUA 2   | FRA 2   | GBR 2   | GER 1   | HUN 1   | AUT 2   | ITA 1   | POR 3   | ESP 4   | MEX 2   | JPN 15  | AUS Ret | 1.º  | 73 (76) |
| 1988    | Camel Team Lotus Honda        | BRA 3   | SMR 3   | MON Ret | MEX Ret | CAN 4   | EUA Ret | FRA 5   | GBR 5   | GER Ret | HUN 8   | BEL 4   | ITA Ret | POR Ret | ESP 8   | JPN Ret | AUS 3   | 6.º  | 22      |
| 1989    | Camel Team Lotus              | BRA Ret | SMR Ret | MON Ret | MEX 11  | EUA Ret | CAN 4   | FRA 8   | GBR 4   | GER 5   | HUN 6   | BEL DNQ | ITA Ret | POR Ret | ESP 8   | JPN 4   | AUS Ret | 8.º  | 12      |
| 1990    | Benetton Formula              | EUA 4   | BRA 6   | SMR 5   | MON DSQ | CAN 2   | MEX 6   | FRA 4   | GBR 5   | GER Ret | HUN 3   | BEL 5   | ITA 7   | POR 5   | ESP Ret | JPN 1   | AUS 1   | 3.º  | 43 (44) |
| 1991    | Camel Benetton Ford           | EUA 3   | BRA 5   | SMR Ret | MON Ret | CAN 1   | MEX Ret | FRA 8   | GBR 5   | GER Ret | HUN Ret | BEL 3   | ITA 6   | POR 5   | ESP 11  | JPN 7   | AUS 4~  | 6.º  | 26.5    |
| Fuente: |                               |         |         |         |         |         |         |         |         |         |         |         |         |         |         |         |         |      |         |

| Predecesor: Alan Jones   | Campeón de Fórmula 1 1981 | Sucesor: Keke Rosberg |
| Predecesor: Keke Rosberg | Campeón de Fórmula 1 1983 | Sucesor: Niki Lauda   |
| Predecesor: Alain Prost  | Campeón de Fórmula 1 1987 | Sucesor: Ayrton Senna |